# Manuel, Príncipe de Portugal (1568-1638)
Manuel de Portugal, (Tânger, 22 de junho de 1568 - Bruxelas, 1638) filho de António I de Portugal e de Ana Barbosa. Durante o reinado do seu pai usou o título de príncipe herdeiro de Portugal.

## Aclamação como Príncipe
Depois da morte do cardeal-rei D. Henrique e com o retorno da sua família a Portugal, e ainda, com a aclamação do seu pai como rei de Portugal a 24 de Julho de 1580 em Santarém, Manuel passou a ostentar o título de Príncipe herdeiro de Portugal. Mas o reinado do seu pai seria curto e atribulado porque no dia 25 de Agosto do mesmo ano, o seu pai perde o trono na Batalha de Alcântara para Filipe II de Espanha. Depois da derrota das tropas do seu pai, e para evitarem serem aprisionados, D. António e D. Manuel fogem para Coimbra, onde recrutam 6 mil homens para enfrentar outra vez as tropas espanholas, mas seriam outra vez derrotados. Sem opções, D. Manuel e o seu pai passam alguns dias escondidos entre mosteiros e casas de amigos, mas são obrigados a fugir com o resto da família para França. Mas antes, D. António dirige-se a Inglaterra para pedir auxilio à rainha Isabel I da Inglaterra, que aceitou, mas a armada inglesa nem chegou a Portugal, devido à peste que atacou os soldados ingleses. Mas D. António continuou a ser aclamado rei até 1583, nos Açores, até as tropas espanholas conseguiram entrar no território açoriano.

## Exílio
Depois do exílio da família em França, D. Manuel segue para a Holanda para casar com Emília de Nassau, na altura como Príncesa de Orange, e casaram-se a 17 de novembro de 1597, em Haia, e tiveram oito filhos, mas Emília viria a falecer em 1629. Mas D. Manuel não tardou muito em voltar a casar, casando pela segunda vez em 3 de abril de 1630 com Luísa Osório. Manuel morre em Bruxelas, em 1638, com 70 anos.

## Descendência
Do seu casamento com Emília de Nassau:
- D. Maria Bélgica de Portugal (1598-1647)
- D. Manuel António de Portugal (1600-1666)
- D. Emília Luísa de Portugal (1603-1670)
- D. Luís Guilherme de Portugal (1604-1660)
- D. Ana Luísa Frísia de Portugal (1605-1669)
- D. Juliana Catarina de Portugal (1607-1680)
- D. Maurícia Leonor de Portugal (1609-1674), desposou o conde Jorge Frederico de Nassau-Siegen, filho do conde João VII de Nassau-Siegen.
- D. Sabina Delphica de Portugal (1612-1670)